# Kong Anguo
Kong Anguo (kitajsko 孔安國, Wade–Giles K'ung An-kuo) s častnim imenom Dziguo (子國) je bil konfucijanski učenjak in vladni uradnik kitajske  dinastije Zahodni Han, * okoli 156 pr. n. št., † okoli 74 pr. n. št.
Bil je Konfucijev potomec in napisal Šangšu Kongši Džuan, kompilacijo in komentar "starega besedila" Šangšuja (Knjiga dokumentov). Njegovo delo je bilo izgubljeno, ponaredek iz 4. stoletja, ki je bil predmet številnih razprav, pa  je bil več kot tisočletje uradno priznan kot konfucijanska klasika.  

## Ozadje
Kong Anguo je bil rojen v Čufuju v Luju, enem od mnogih pol avtonomnih kraljestev dinastije Zahodni Han. Bil je drugi sin Kong Džonga (孔忠) in enajsta generacija Konfucijevih potomcev. Študiral je Klasiko poezije in Knjigo dokumentov slavnih konfucijanskih učenjakov Šen Peija in Fu Šenga.   Na dvoru cesarja Vuja iz Hana je služil kot veliki mojster za pritožbe (諫大夫).

## Alkimija
Kong Anguo je "navadno krožil po pnevmah in užival svinec in cinabarit, imenovan tudi "eliksir iz svinca"). Živel je tristo let in imel je videz dečka".

## Staro besediloŠangšu
Po izročilu je lokalni vladar, princ Gong iz Luja, med širjenjem svoje palače v družinskem kompleksu Kong porušil nekaj zgradb in v zidu ene od njih odkril nekaj starodavnih besedil, vključno s Šanšujem. Besedila so tja skrili očitno zato, da bi se izognili sežigu knjig cesarja Čin Ši Huanga. Najdena različica Šanšuja je vsebovala 16 poglavij več kot tista, ki jo je posredoval Fu Šeng. Ker je bila najdena različica napisana v starodavni pečatni pisavi, so jo imenovali "starodavna pisava" ali "staro besedilo" Šangšuja, medtem ko so Fu Šengovo različico imenovali "moderna pisava" ali "novo besedilo" Šangšuja. Kong Anguo je k staremu besedilu napisal predgovor in komentar  z naslovom Šangšu Kongši Džuan (尚書孔氏傳, dobesedno Kongov komentar Šangšuja). 
Šangšu Kongši Džuan je bil v obdobju dinastije Vzhodni Han (25-220 n. št.) izgubljen. V zgodnjem 4. stoletju se je med vladavino dinastije Vzhodni Džin nenadoma znova pojavila domnevna kopija Kongovega dela. Učenjak Mej Dze je cesarju Juanu iz Džina predložil izvod starega besedila Šangšu skupaj s predgovorom, ki naj bi ga napisal Kong Anguo. Dvor Džina je sprejel Mejevo različico kot verodostojno. Leta 653, v času dinastije Tang, je Mej Dzejevo besedilo postalo uradna različica konfucijanske klasike. Čeprav so številni učenjaki skozi stoletja dvomili o verodostojnosti Mejeve različice, je ohranila svoj uradni status več kot 1000 let do dinastije Čing, ko so dokazali, da je ponaredek.

## Vira
- Declercq, Dominik (1998). Writing Against the State: Political Rhetorics in Third and Fourth Century China. Brill. ISBN 9789004103764.
- Underhill, Anne P. (2013). A Companion to Chinese Archaeology. Wiley. ISBN 9781118325728.